# Laminatboden

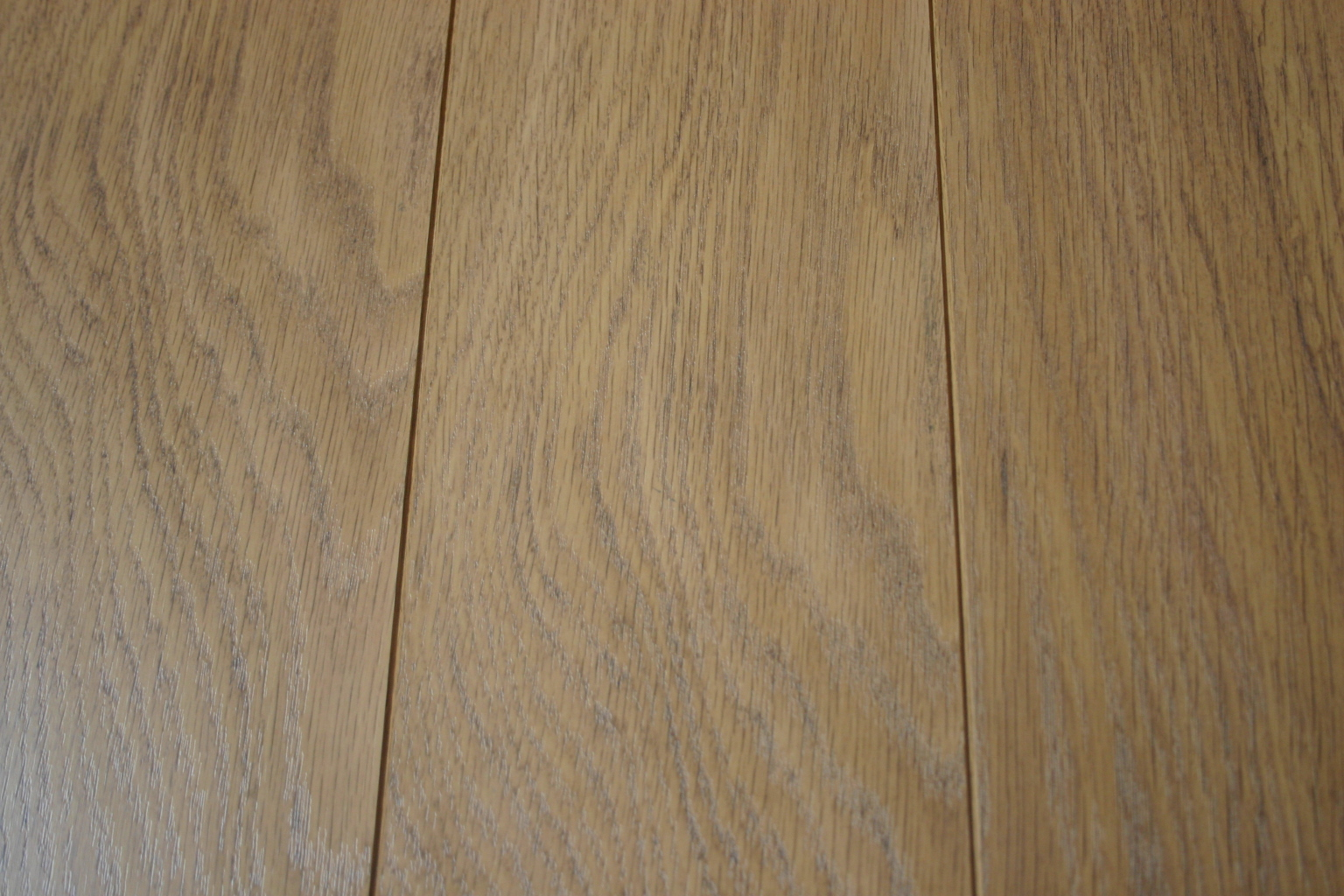
Nahaufnahme eines Laminat-Fußbodens mit Strukturoberfläche und längsseitiger Fase (V-Fuge)

Als Laminatfußböden  oder umgangssprachlich auch einfach „Laminat“ bezeichnet man einen Fußbodenbelag, der durch einen schichtweisen Aufbau aus hauptsächlich einer Trägerplatte sowie einem Papierdruck und Melamin-Klebstoff besteht.

## Geschichte und Marktvolumen
Laminatwerkstoffe werden bereits seit den 1920er Jahren für die Gebäudeausstattung eingesetzt, zum Beispiel für Arbeitsflächen, Fensterbretter oder Wandpaneele. Als Fußbodenbelag wurde Hochdrucklaminat (kurz „HPL“ für High Pressure Laminate) aber erst im Jahr 1977 von der schwedischen Firma Perstorp in Trelleborg entwickelt, die erste Laminatböden ab 1980 auf den Markt brachte. Nach der raschen Etablierung von Laminatböden im Markt wurde das Geschäft unter der Marke „Pergo“ ausgegliedert, das Unternehmen hält bis heute zahlreiche Patente auf Schichtstoffoberflächen. Die klebstofffreie Verbindung von Laminatdielen (Klicksysteme) wurde ab 1996 eingeführt, seit 2008 sind strukturierte Oberflächen verfügbar. In Europa wurden 2010 von 20 Herstellern rund 400 Millionen Quadratmeter Laminatboden produziert, in Deutschland lag die Nachfrage in diesem Jahr bei mehr als 80 Millionen Quadratmetern.

## Aufbau und Herstellung

### Aufbau
Der folgende Schichtaufbau versteht sich von der Oberseite (auf der man geht) zur Unterseite (welche auf dem Boden liegt):
1. Deckschicht (Overlay/Nutzschicht) 
 Die obersten Lagen eines Laminatfußbodens, das Overlay, haben die Funktion, einer hohen Beanspruchung des Fußbodens standzuhalten. 
 Verwendung finden dünne Papiere, welche schon mit Melamin-Klebstoff getränkt wurden und so den Blick auf das darunter liegende Dekorpapier ermöglichen. Um die Abriebfestigkeit des Laminats zu erhöhen, wird auch Korund in den Klebstoff des Overlays gemischt.
2. Dekorpapier (Musterierung) 
 Das Dekorpapier ist die optisch wahrgenommene Oberfläche. 
 Auf ihm sind vor dem Fügen mit der Trägerplatte die Motive aufgedruckt worden. Eine Einschränkung in der Motivwahl gibt es faktisch nicht. Neben dem bekannten Aufdrucken von diversen Holzstrukturen sind andere Aufdrucke von Kies, geometrischen Formen oder künstlerischen Produkten möglich. Das Overlay und das Dekorpapier werden oft als eine Schicht geliefert, bei geringer Beanspruchung gibt es nur das getränkte Dekorpapier. Beim Hersteller ist so in der Regel nur ein Arbeitsgang nötig.
3. Underlay
 Laminatprodukte der Klasse 33 und höher haben zwischen Dekorpapier und Trägerplatte noch ein Underlay (sog. Kraftpapier). Dieses Kraftpapier wird ebenfalls mit Melaminharzen imprägniert. Es sorgt später für eine erhöhte Widerstandsfähigkeit gegen Eindrücke, die Voraussetzung für das Erreichen der Klasse 33 und höher ist. Laminatböden der niedrigeren Beanspruchungsklassen nutzen in der Regel kein Underlay.
4. Trägerplatte
  - Trägerplatte aus Holzfaser 
 Die Trägerplatte besteht aus einer MDF-Platte bzw. einer HDF-Platte. Der Unterschied der beiden Produkte besteht lediglich in der höheren Verdichtung und der daraus resultierenden höheren Rohdichte der HDF-Platte. Der Holzfaserwerkstoff macht es möglich, in mehreren Fräsvorgängen ein Profil in die Trägerplatte zu schneiden, das die Montage selbst für Laien möglich macht. Die jeweiligen Profile variieren dabei von Hersteller zu Hersteller. Faserplatten können unter Wassereinwirkung aufquellen. Das Quellverhalten kann im Produktionsprozess durch den Einsatz entsprechender Leime und Zusätze verbessert werden.
  - Trägerplatte aus Vinyl 
 Vinyl ist im Gegensatz zu Holzfaser unempfindlich gegen Feuchtigkeit. Der Laminatboden ist deshalb auch für Küche und Bad geeignet.

1. Gegenzug 
 Auf der Unterseite der Trägerplatte wird ein weiteres Papier oder Kunststoffschicht aufgebracht. 
 Die Gegenzugschicht verhindert, dass sich das Laminat bei Belastung durch die auftretenden Biegekräfte verformt.
2. (Verlegeunterlage) 
 Es gibt Unternehmen, die unter das Papier auf der Laminatunterseite noch eine elastische Verlegeunterlage kleben. Diese muss dann nicht mehr separat vorverlegt werden. Einen ersten solchen Laminatboden brachte im Jahr 1999 die Firma MeisterWerke aus Rüthen auf den Markt.

Die Verbindung der sogenannten „Trittschalldämmung“ mit dem Laminat hat den Vorteil, dass das Verlegen einer zusätzlichen Unterlage entfällt.
Der Vorteil einer getrennten Trittschalldämmung besteht für generische Bodenbeschaffenheiten im Ausgleich von starken Unebenheiten. Trittschalldämmungen als Matten ab 3 mm gleichen starke Bodenunebenheiten aus und machen extreme Maßnahmen wie Vergießen von Ausgleichsmassen zur Bodenvorbereitung obsolet. Vor Verlegung einer fest am Laminat verbundenen Trittschalldämmung sollte unbedingt die Ebenheit des Estrichs geprüft werden.

### Herstellung
Auf die ausgekühlten und geschliffenen Trägerplatten wird das Dekorpapier und Overlay aufgebracht. Für diesen Arbeitsschritt werden meistens Laser zum Ausrichten der Papiere genutzt, damit beim späteren Verlegen keine Abweichungen im Dekorbild auftreten. Gleichzeitig wird der Gegenzug aufgebracht. Es folgt ein Heißpressen, bei dem der Melamin-Klebstoff aushärtet. 

Im folgenden Arbeitsgang werden Nut und Feder bzw. mit mehreren Fräsköpfen Profile gefräst, welche zum Verbinden der einzelnen Laminatteile genutzt werden.
Heute sind einrenkbare oder einrastende Verbindungen üblich, die an den Fugen nicht nur bündige Ebenheit, sondern auch eine gewisse Zugfestigkeit gegen horizontales Auseinanderziehen liefern.

## Beanspruchungsklassen
Die Beanspruchungsklassen der Laminatfußböden werden in der EN 13329 geregelt. Sie ermöglichen es, aufgrund von Tests und Erfahrung Laminatfußböden für den jeweils benötigten Zweck zu kaufen, ohne dabei Kenntnisse einzelner Festigkeitskennwerte haben zu müssen.
| Bereich              | Klasse | Verwendung                                                                     |
| -------------------- | ------ | ------------------------------------------------------------------------------ |
| Wohnbereich          | 21     | mäßige Beanspruchung z. B. Schlafzimmer, Gästezimmer, …                        |
|                      | 22     | normale Beanspruchung z. B. Wohn- und Esszimmer, …                             |
|                      | 23     | starke Beanspruchung z. B. Küche, Flur, Arbeitszimmer, …                       |
| Gewerblicher Bereich | 31     | mäßige Beanspruchung z. B. Hotelzimmer, Konferenzraum, …                       |
|                      | 32     | normale Beanspruchung z. B. Büros, Warteräume, …                               |
|                      | 33     | starke Beanspruchung z. B. Großraumbüros, Kaufhäuser, …                        |
|                      | 34     | sehr starke Beanspruchung z. B. Gewerbliche Bereiche mit intensiver Nutzung, … |

## Pflege
Für den Erhalt des Laminatfußbodens ist es besonders wichtig, dass Wasser oder andere wasserhaltige Flüssigkeiten sofort weggewischt werden. Wenn Wasser in die Verbindungsfugen der verschiedenen Laminatfußbodenteilstücke fließt, können sich die Holzfasern in der Trägerplatte ausdehnen und Beulen und Wellen erzeugen. Diese Beulen lassen sich nicht mehr entfernen, da der Quelldruck des Holzes auch das haltende Gefüge des Klebstoffs zerstört hat.
Die Pflege eines Laminatfußbodens ist einfach. Die durch die glatte Oberfläche entstehenden Woll- oder Staubmäuse lassen sich mit dem Staubsauger absaugen, hin und wieder kann das Laminat mit einem leicht feuchten Lappen oder Wischmopp gewischt werden.
Problematisch kann die Entfernung stärkerer Verschmutzung sein, da stehendes Wasser in Verbindung mit scheuernd angewendetem Reinigungsmittel in die Fugen des Laminats eindringen kann und es zum Aufquellen bringt. Mittelfristig löst sich dann die Beschichtung an den Fugen ab, und das Laminat wird zerstört. Für Räume, in denen ein hohes Maß an Hygiene benötigt wird oder es zu grober Verschmutzung kommt, sollte dementsprechend ein wasser- und scheuerbeständigerer Fußboden gewählt werden.
Hausstauballergikern kann es gerade in der Winterzeit hilfreich sein, einen kleinen Teppich auszulegen. Hierdurch lagert sich der Staub im Teppich an und wird nicht durch die Wärmezirkulation in der Raumluft verteilt. Der Teppich lässt sich dann außerhalb der Wohnung entstauben.